# 林彬 (播音员)
林彬（1929年9月24日—1967年8月25日），原名林少波，香港播音员。林彬於1960年代擔任香港商業電台播音員。1967年林彬於電台節目抨擊左派人士在六七暴動的暴力行為，之後受到左派人士及左派媒體發出死亡恐嚇，同年8月24日早上，林彬駕車與堂弟林光海返回商台辦公室上班的途中，在九龍何文田窩打老道山文福道和文運道交界的道路上遭到伏擊，兩人被縱火燒至重傷，林彬於翌日不治，林光海延至8月29日也傷重身故。案發當日的下午有左派報章刊登襲擊者的發文承認因林彬在廣播節目的言論而策動襲擊，該宗謀殺案成為清華街慘案在四天前的8月20日發生後，香港左派社團在六七暴動的又一宗震驚香港社會的暴行。

## 生平
林彬原名林少波，他在年幼時是一個孤兒，林彬也是林光海（1945年7月26日—1967年8月29日）之堂兄，兩人均在香港商業電台上班。林彬原任職於香港電台，1957至1959年間在港台播演「數口之家」，其後轉到商業電台出任播音員和節目主持人，之後更出任節目總監。林光海在商業電台任職技工，主要從事錄音及錄音帶剪接工作。林彬的妻子是鄭潔梅，她曾於1960年12月以鄭安娜爲名代表中成藥廠商「安南白桂油」參加工展小姐並奪得亞軍，並因而認識林彬，兩人之後結婚，林彬遇害時育有三名分別1歲至6歲的女兒。

### 抨擊文革及左派暴動

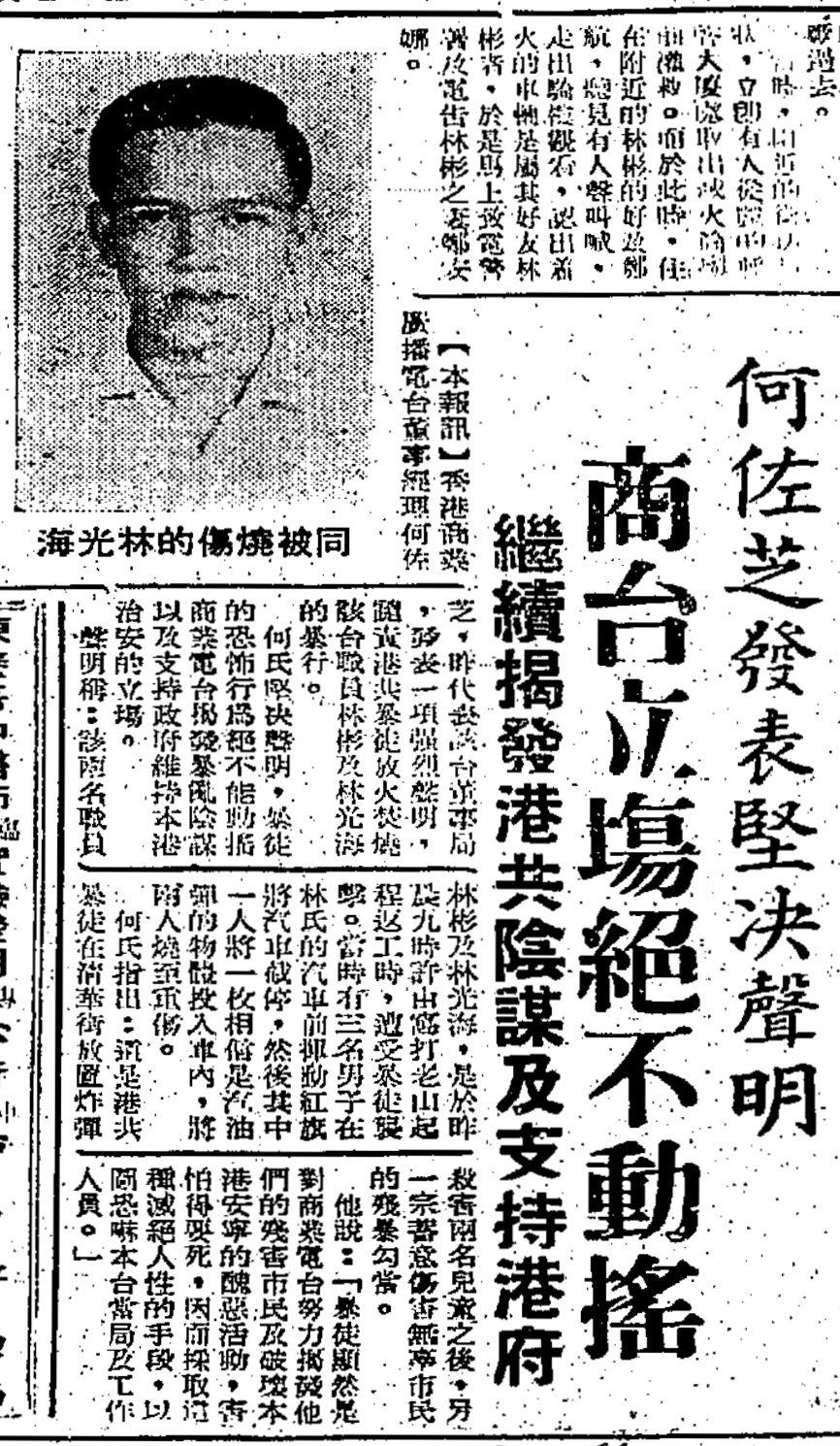
《工商日報》在1967年8月25日報導商業電台董事總經理兼創辦人何佐芝發出聲明強烈譴責港共在清華街慘案炸死兩名兒童後，再次策動蓄意殘害市民的勾當，但港共的恐怖活動決不會動搖商業電台繼續揭發港共暴行及支持港府的立場

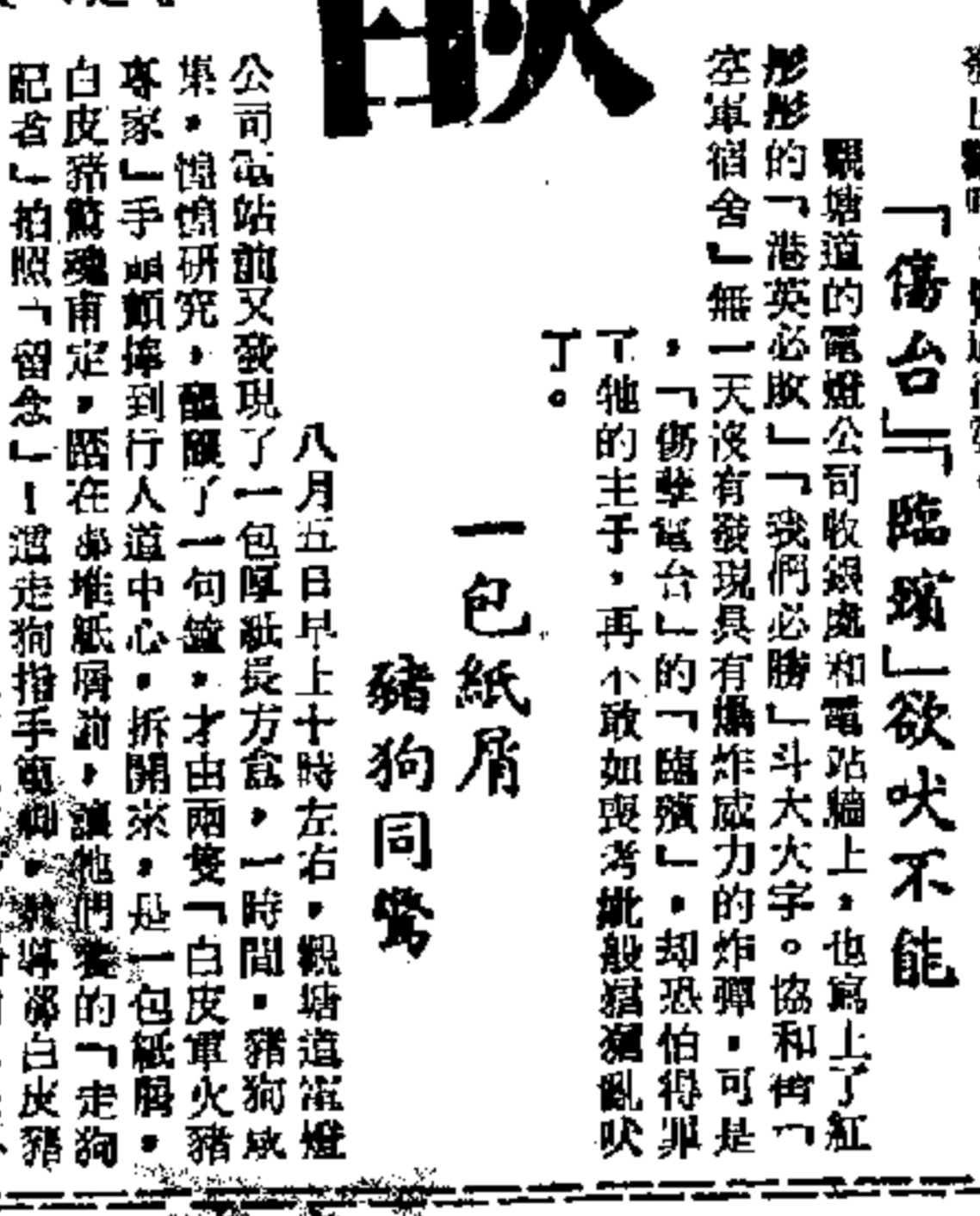
《大公報》在1967年8月8日刊登的一篇發文之標題及內容使用「傷孽電台」的「臨殯」，文中提述觀塘道變電站被塗污及協和街宿舍被放置炸彈，林彬在該篇文章刊登兩星期後遭縱火殺害及在9月6日出殯

1967年1月，中共領導人毛澤東發起的「文化大革命」在中國大陸發展得如火如荼，而在1966年12月在葡屬澳門發生的「一二·三事件」，受中共支持的澳門左派勢力剛於1月壓服澳門政府，奪去澳門政局的主導權，並且迫使澳門政府將中國國民黨勢力逐出澳門，香港的左派勢力受到極大的鼓舞，香港工委及新華社香港分社的領導層決意在香港發起騷亂，香港左派團體亦派員到澳門取經學習鬥爭經驗，企圖仿效澳門「一二·三事件」壓服香港政府，藉此迫使港府驅逐國民黨勢力，並且將文化大革命的舞台搬到香港。1967年4月下旬，位於九龍新蒲崗的香港人造塑膠花廠分廠發生工潮，潛伏在香港的中共地下黨及以香港工聯會為首的香港左派團體，在香港工委及新華社香港分社的背後領導下，趁機介入工潮，並利用左派媒體將勞資糾紛政治化為反殖民地政府的鬥爭，繼而發起暴動，謀求奪取香港政局的主導權，並意圖迫使港府將敵對的國民黨勢力驅逐出香港。5月16日，香港工聯會理事長楊光成立「各界鬥委會」並自任主任委員，公開呼籲左派人士上街鬥爭，鼓勵採取暴力手段達致鬥垮香港政府。香港從5月中旬起便陷入紛亂之中，港共暴徒四處縱火、大肆破壞，又焚毀巴士及襲擊電車。左派策動的騷亂始終得不到香港廣大市民的響應，社會主流輿論普遍支持香港政府止暴制亂，至7月初左派的示威集會大幅減少，然而局勢卻惡化為持續至同年12月的炸彈浪潮，鬥委會號召左派人士在港九各區街頭放置及投擲八千多個真炸彈及仿真炸彈，單是真炸彈就超過一千多個，港共份子企圖以城市恐怖主義使香港社會陷入恐慌，雖然有部分真假炸彈貼有「同胞勿近」的字句，但很多炸彈都是被擲向人群及服務中的公共交通車輛，在炸彈襲擊中被炸死的大多數是本地華人，並且嚴重影響市民生活。
自從暴動發生後，香港商業電台的節目主持人便多次抨擊左派人士的暴行，當中由林彬主持的時事節目《欲罷不能》及《時事評論》，猛烈抨擊左派暴徒，諷刺左派陣營中，包括鬥委會主任楊光在內的幾位積極策動暴亂的頭目，譴責左派團體搗亂香港，並且諷刺港共份子的暴行及企圖。林彬在節目《欲罷不能》將左派暴徒稱為「左仔」，痛斥左派份子濫放炸彈殺害無辜，擾亂香港社會秩序，是「無恥無良、低能邋遢，下流賤格」之徒，呼籲全香港市民團結一致支持香港政府止暴制亂清除左派搗亂份子，及不要受到左派團體的挑唆煽動。其中的《時事評論》只是在新聞報導結束後加插一段由林彬主講的短評，雖然時間短促，但是林彬在簡短的評論中用字精闢，切中時弊，深受廣大聽眾喜愛，而港共份子則恨之入骨。

### 譴責炸彈恐襲後受到死亡恐嚇

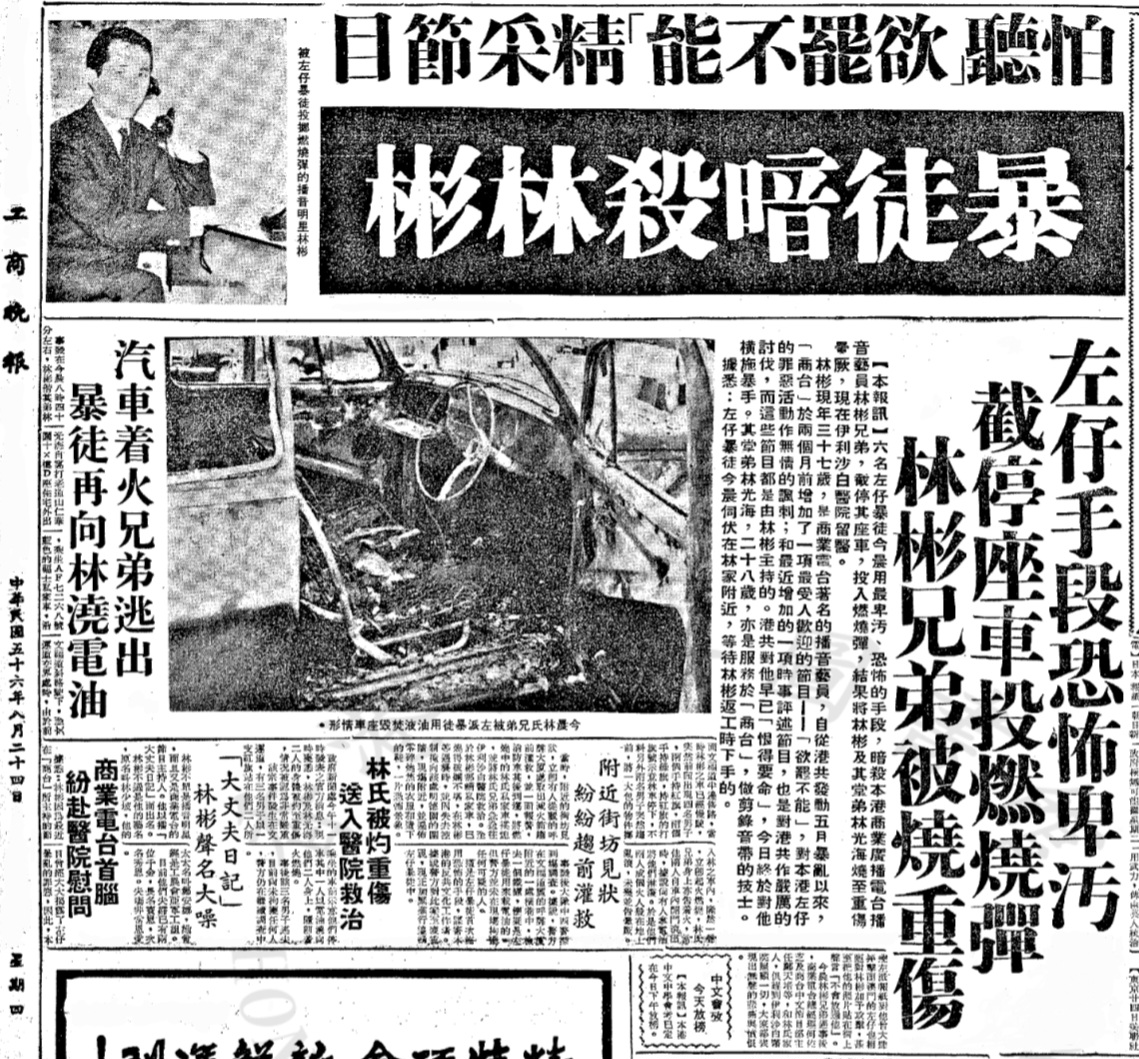
《工商晚報》在1967年8月24日下午報導林彬於早上遭到左派暴徒縱火伏擊，堂弟林光海亦被燒至重傷

鬥委會在港九各區發動街頭炸彈恐怖襲擊，但在香港的親中共報章卻在新聞報導及社論中支持恐怖活動，《大公報》便以「在香港仔和深水埗連環炸彈相繼揚威」為標題讚揚發動炸彈襲擊的恐怖份子。1967年8月20日下午發生清華街爆炸案，八歲女童黃綺文和她只有兩歲的弟弟黃兆勳在北角清華街遊玩期間，姊姊黃綺文觸摸到一個實為土製炸彈的鐵罐，炸彈隨即爆炸，把兩姊弟炸得肚破腸流、死狀恐怖，林彬其後在電台節目痛批此暴行為滅絕人性的禽獸行為，斥責左派人士喪盡天良。由於港共恐怖份子在清華街慘案的歹毒形象深入民心，加上林彬在商業電台主講的廣播節目對市民產生一定的影響力，此後，林彬接到無數的恐嚇信，《文滙報》等親共報紙更在其新聞版把林彬的名字改成「臨殯」，還公開聲明要將「臨殯」置之於死地。據知在林彬遇害前，曾有一名神秘女子致電商業電台總部恐嚇林彬，揚言要對他不利，接聽恐嚇電話的著名播音員李我有感於事態嚴重，於是陪同林彬到石硤尾警署報案，惟林彬因為一直不斷收到恐嚇信，對於這次電話恐嚇也不以為意，並且以有保護裝備為理由，婉拒警方為他提供保護。

### 返回商台途中與堂弟遇襲身故

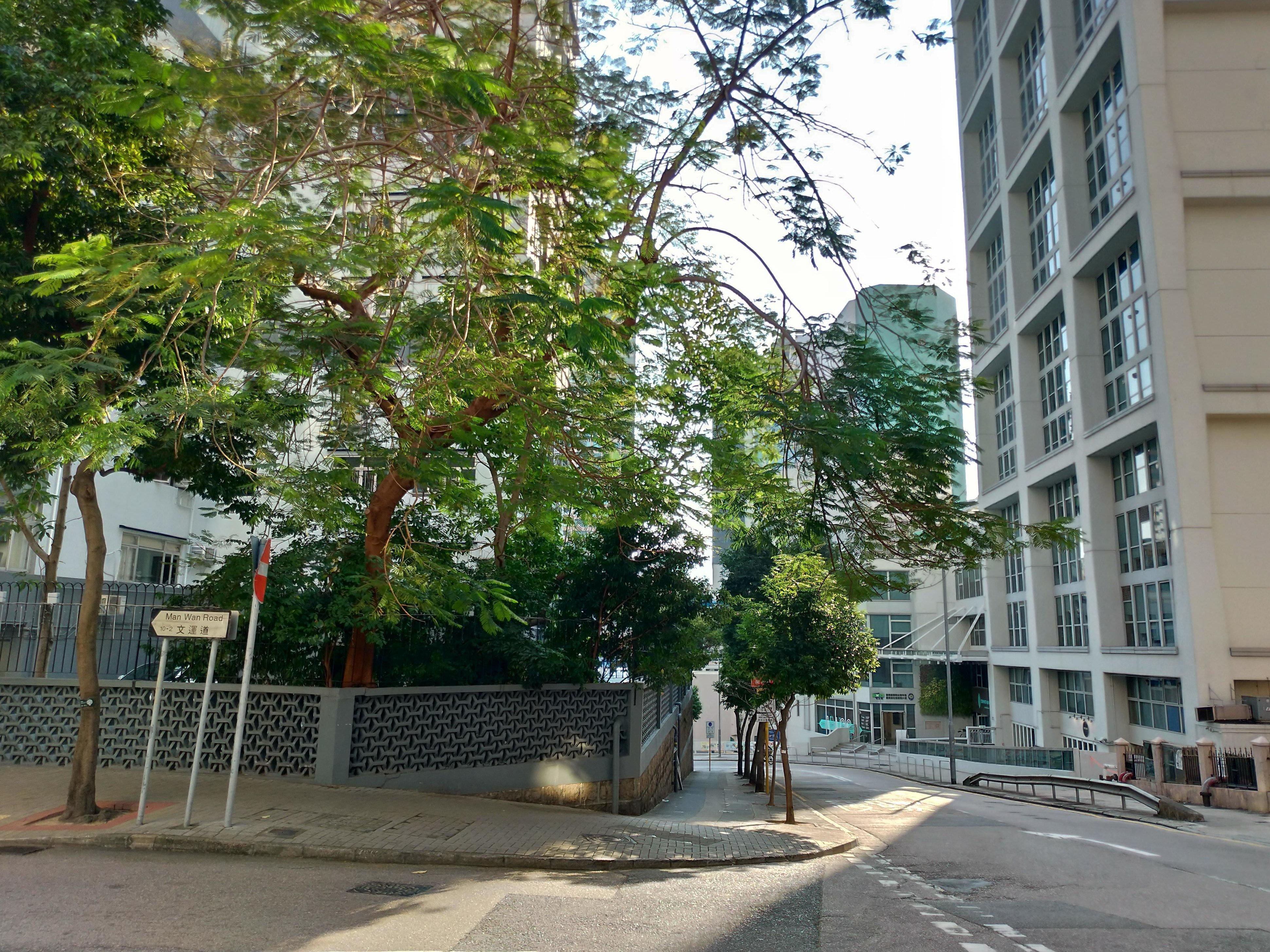
窩打老道山文福道和文運道交界，林彬的福士私家車遇襲後撞牆的位置，1967年8月24日上午8時許，林彬與堂弟林光海在該路口遭到假扮成修路工人的兇徒縱火暗殺，林彬因全身著火無法控制汽車，座駕失控撞向圖中住宅大廈明德園在路口轉角處的一幅圍牆（攝於2021年）

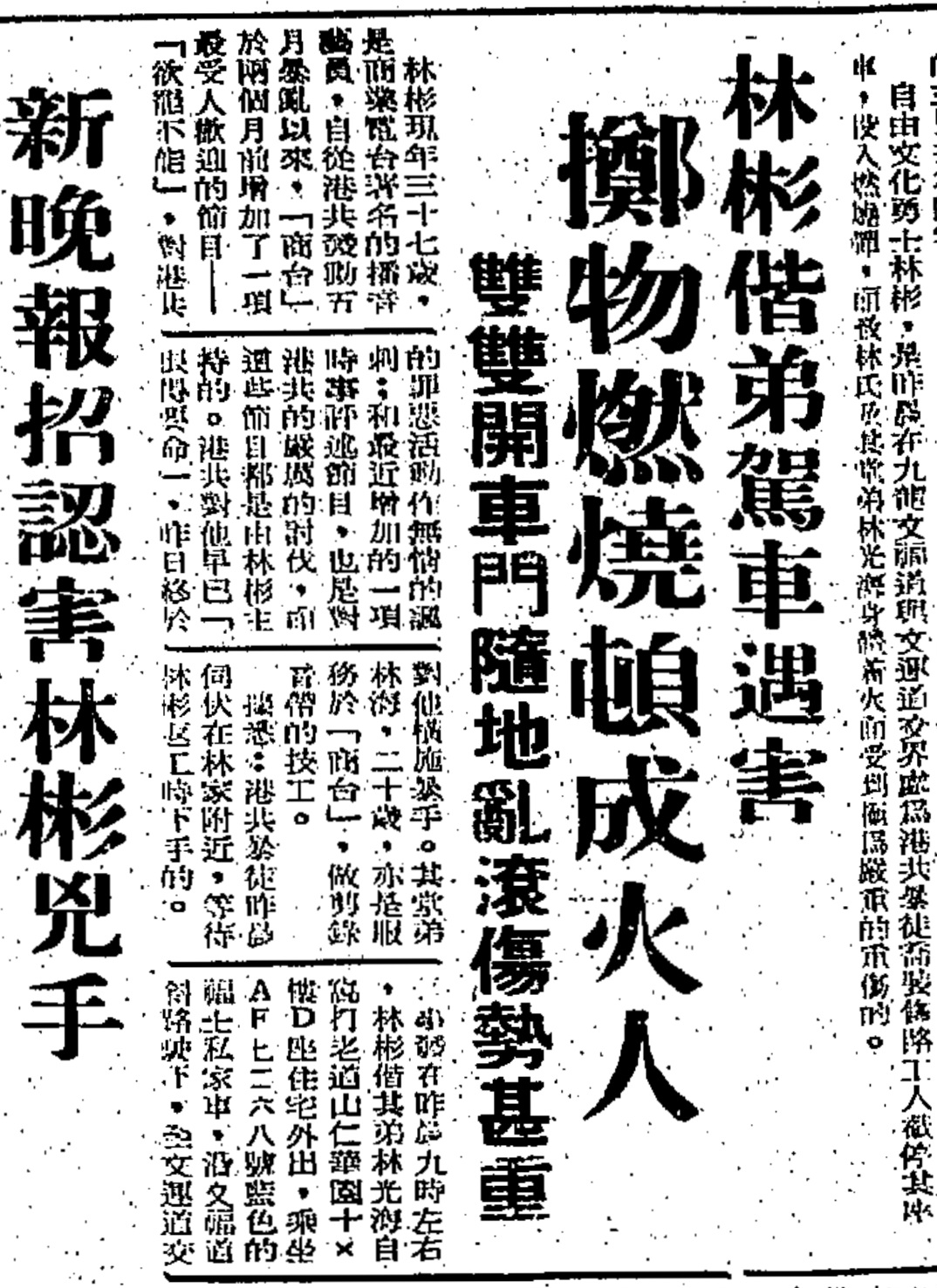
《工商日報》在1967年8月25日報導林彬兄弟被港共縱火暗殺

1967年8月24日上午8時10分，林彬駕駛一輛藍色的福士私家車（車牌號碼AF7268）載同堂弟林光海從何文田窩打老道山文運道12號仁華園的寓所出發，前往在荔枝角油庫（今美孚新邨）附近的商業電台辦公室上班。林彬的私家車從仁華園駛出後，沿文福道落斜（因為該段文福道在當年仍未改為單向行車，所以林彬的座駕可以直接沿文福道落斜，而不需駛經文運道再返回文福道），大約1分鐘後，林彬的座駕駛至文福道近文運道交界近嘉鳴閣外時，遭到喬裝成修路工人及裝作指揮現場交通的兇徒攔截。當時文福道近文運道的路口有半邊路面被掘爛，旁邊豎立「前面修路」標誌，林彬在駛近路口前已經減速，其中一名扮成修路工人的兇徒手持紅色和綠色兩種旗幟擋路，並且揮動紅旗示意林彬在路口前停車，林彬不虞有詐將座駕停下，此時有三名兇徒將兩桶汽油潑入林彬的私家車內，再將已點燃的汽油彈從車窗投入私家車的前座位置，私家車的車廂迅即猛烈燃燒，林彬和林光海立即全身着火，林光海打開車門，如同一個火球般滾出車外，在地上滾來滾去但不能壓熄滿身的火燄，林彬被焚後無法控制座駕，座駕失控沿斜路向下溜，至撞向明德園在路口轉角處的一幅圍牆外始停下，全身着火的林彬也滾出車外在路面滾轉。《工商晚報》及《明報》引述現場消息稱當時有兇徒繼續向兩人潑汽油，加劇火勢。
住宅大廈明德園的看更目擊事件後首先大聲呼救，兇徒立即拋棄用來假裝指揮交通的紅綠旗幟，登上一輛接應的房車逃去，附近的居民見狀報警，街坊亦紛紛下樓協助撲滅火勢，有街坊從大廈內取出滅火筒嘗試噴熄火焰，之後有消防車接報趕到，消防員展開撲救，當現場的火勢熄滅時，林彬已經不省人事，而私家車則嚴重焚毀，前座被燒至只剩下支架，現場的地面留下兩人穿著的皮鞋及被火焚燒過的衣物殘片。
由於案發地點文運道和文福道交界距離林彬在仁華園的寓所不遠，林彬的妻子鄭潔梅得悉丈夫遇襲後立即趕到現場，並登上救護車陪同已奄奄一息的丈夫前往醫院。林彬和林光海均被嚴重燒傷，被送入伊利沙伯醫院搶救時情況危殆。為防左派人士再對兩人施以毒手，在病房外有警察駐守，只准許兩人的親屬及商業電台領導層入內探望。商業電台創辦人兼董事總經理何佐芝於案發當日的中午趕赴醫院探視林彬兄弟，可是此時兩人已無法說話。由於林彬和林光海的身體有大面積的燒傷，兩人在入院後一直處於危險期，至翌日凌晨3時後情況有惡化的傾向，林彬於案發翌日（8月25日）的中午傷重逝世，終年37歲，與林彬同車的22歲堂弟林光海昏迷留醫至8月29日亦告傷重身亡。

### 左派團體承認發動襲擊

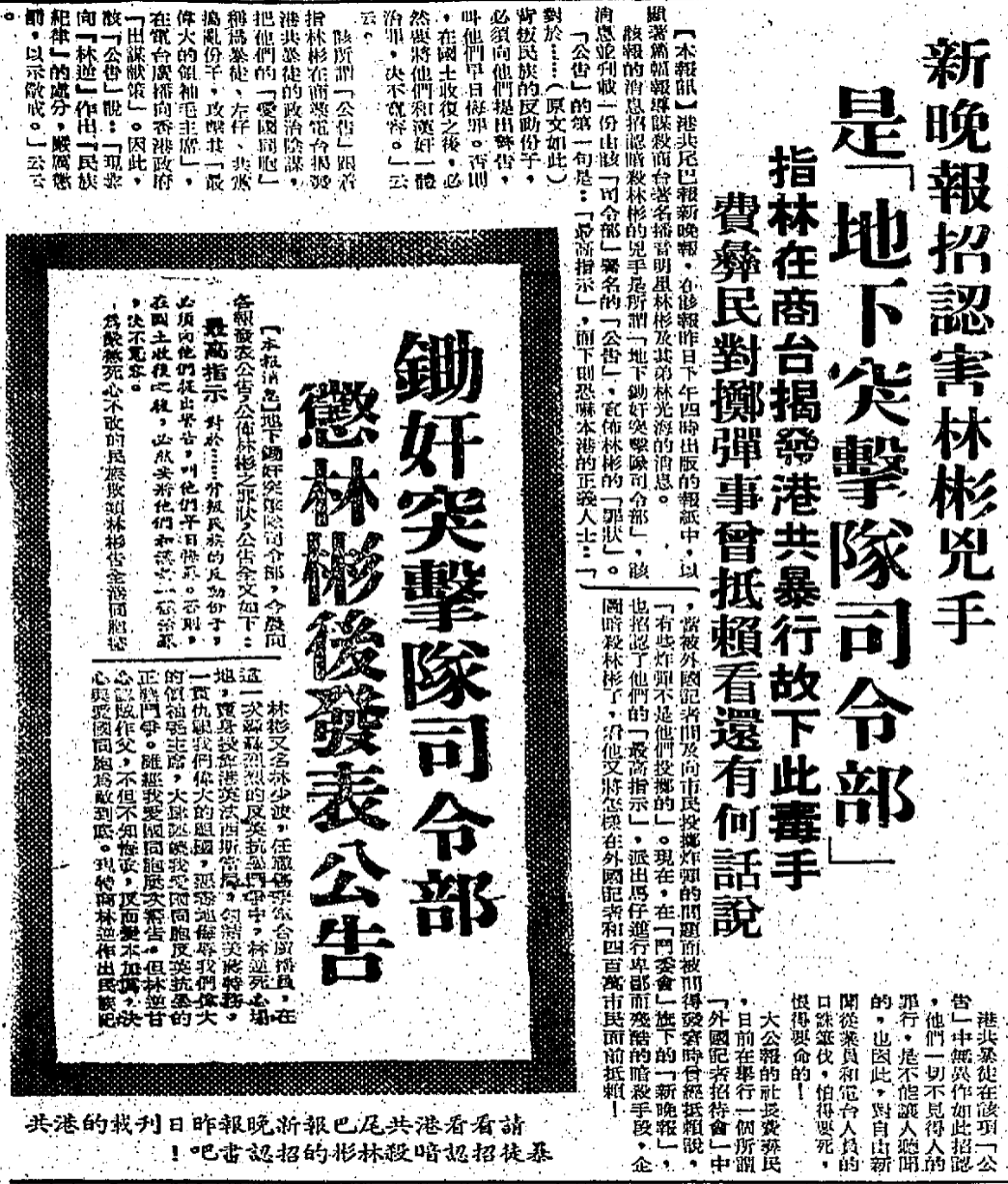
《工商日報》在1967年8月25日報導左派報紙《新晚報》刊登「鋤奸突擊隊司令部 懲林彬後發表公告」承認焚燒林彬兄弟是該香港左派團體所為

左派媒體《新晚報》於案發當日午後印刷發行的報紙便刊登標題《鋤奸突擊隊司令部公告》的文章，承認剛於今日發生的焚燒林彬事件是該左派團體的「鋤奸」行動，文中稱林彬為「民族敗類、港英走狗」，謀殺是「執行民族紀律」，聲言仍會繼續「制裁其他敗類」。由於1960年代不但沒有手機，也沒有現已被淘汰的傳呼機，當年的香港連固網電話亦未普及，媒體難以取得突發消息，其時的報紙在印刷前的排版工作完全由人手進行，以當年的新聞及通訊科技，報紙並不可能在事發後的三、四小時內完成新聞採集、排版、印刷及發行，這篇《公告》卻承認今晨「地下鋤奸突擊隊」行兇及列出林彬的「罪狀」，因此這篇於當日午後即由左派報紙《新晚報》刊登的《公告》如同宣示左派兇徒及其組織是早有預謀，並以此恫嚇其他公開反對左派暴動的人士及媒體。由於林彬是在上班途中被攔截殺害，兇徒在行兇前必然對林彬的上班時間及路線有所查探，兇徒及其組織亦準備好《公告》承認殺害林彬及恐嚇其他業者的文稿，並且事先交給相關的左派報社，再於行兇後隨即印發。

### 媒體報導及反應

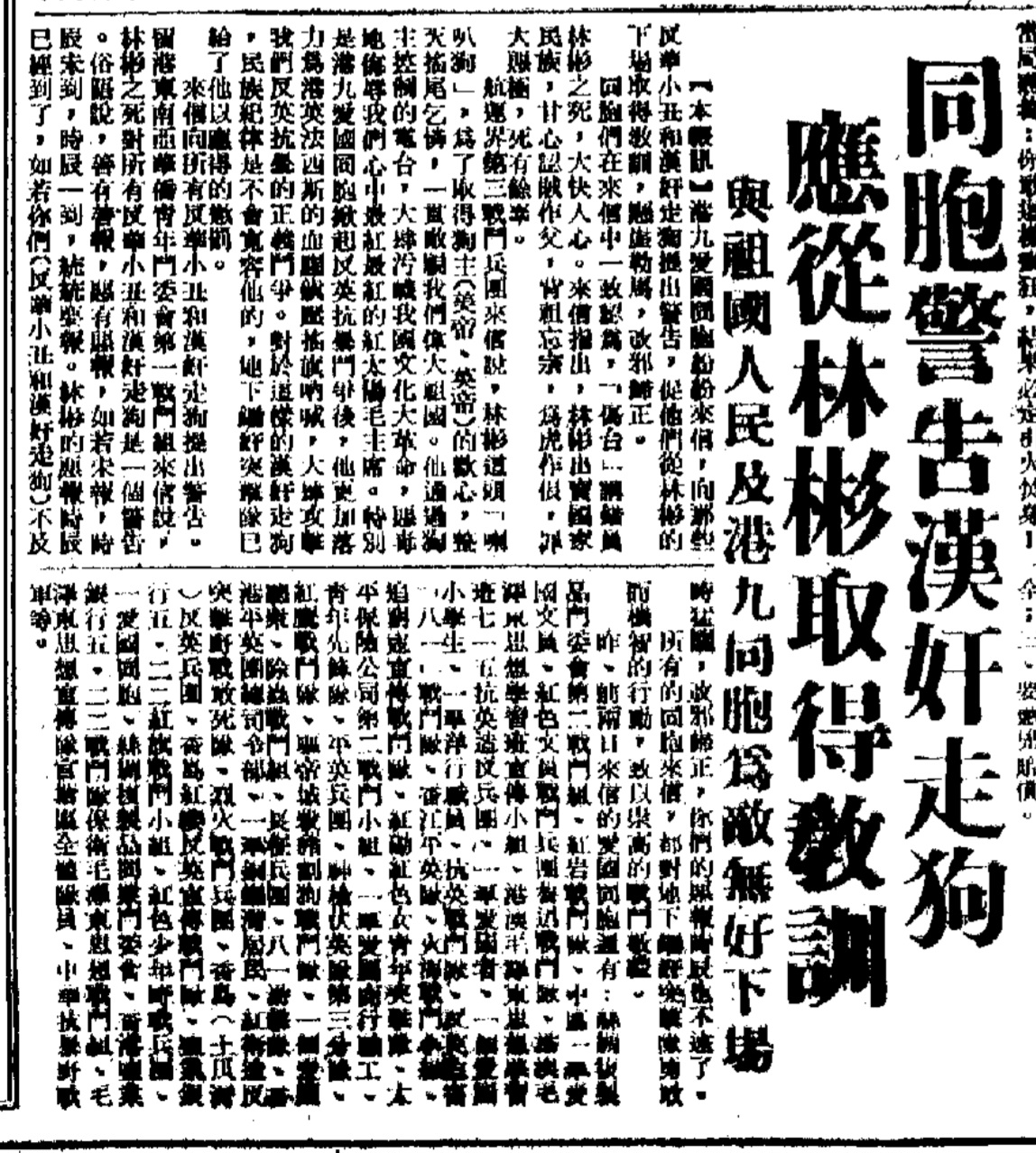
《大公報》在1967年8月27日宣稱收到「愛國同胞」來信，警告「反華小丑」和「漢奸走狗」要以林彬之死為戒，否則無好下場

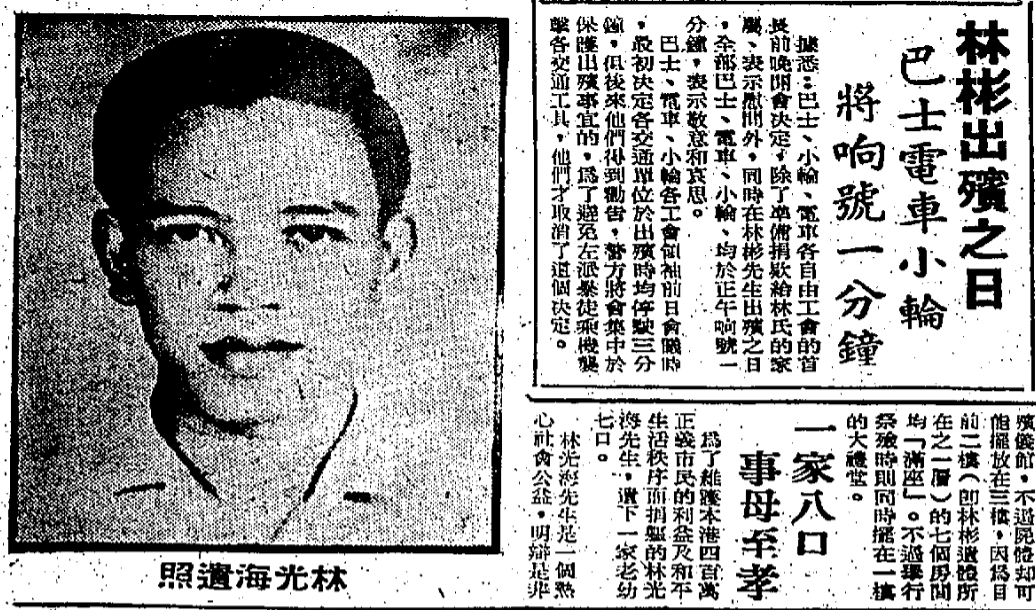
《工商日報》在1967年8月31日刊登林彬堂弟林光海（22歲）遺照並報導他已於29日傷重不治

事發翌日（8月25日），政界及市民大眾都對林彬遇襲並傷及其堂弟感到震驚，然而親共媒體《大公報》卻以「地下突擊隊鋤奸，敗類林彬受重傷」為標題，讚譽這次焚燒林彬的襲擊，還在報導中繼續謾罵林彬。立場親台灣的報章《工商日報》在頭版報導林彬兄弟遇害的消息時，亦有引述於案發當日由「地下鋤奸突擊隊司令部」發表的公告，該公告宣稱這次行動是「向林逆作出民族紀律的處分，嚴厲懲罰，以示儆戒」。《工商日報》在報導中又提到林彬在座駕內被投擲汽油彈，當滾出車外後，再遭兇徒淋汽油。林彬的臉部被燒焦、頭髮被燒光。林彬在救護車一度甦醒，他向妻子鄭潔梅大喊：「左仔害死我咯！」雖然香港社會輿論普遍對林彬及其堂弟遭到殘忍殺害表達悲痛，並且對港共恐怖份子的暴行予以嚴厲譴責，不過《大公報》、《文匯報》等親共報章，卻連日讚揚這次恐怖活動。《大公報》在8月29日刊登標題「地下鋤奸隊做得對，漢奸林彬被處死，蔣匪幫痛徹心脾，蔣特頭子致唁，蔣報大寫社評，同胞警告漢奸走狗應懸崖勒馬」宣稱林彬是中國國民黨主席蔣介石的「漢奸」，並恐嚇稱林彬之死是對其他「漢奸」的當頭棒喝。

### 警方及商台懸紅緝兇

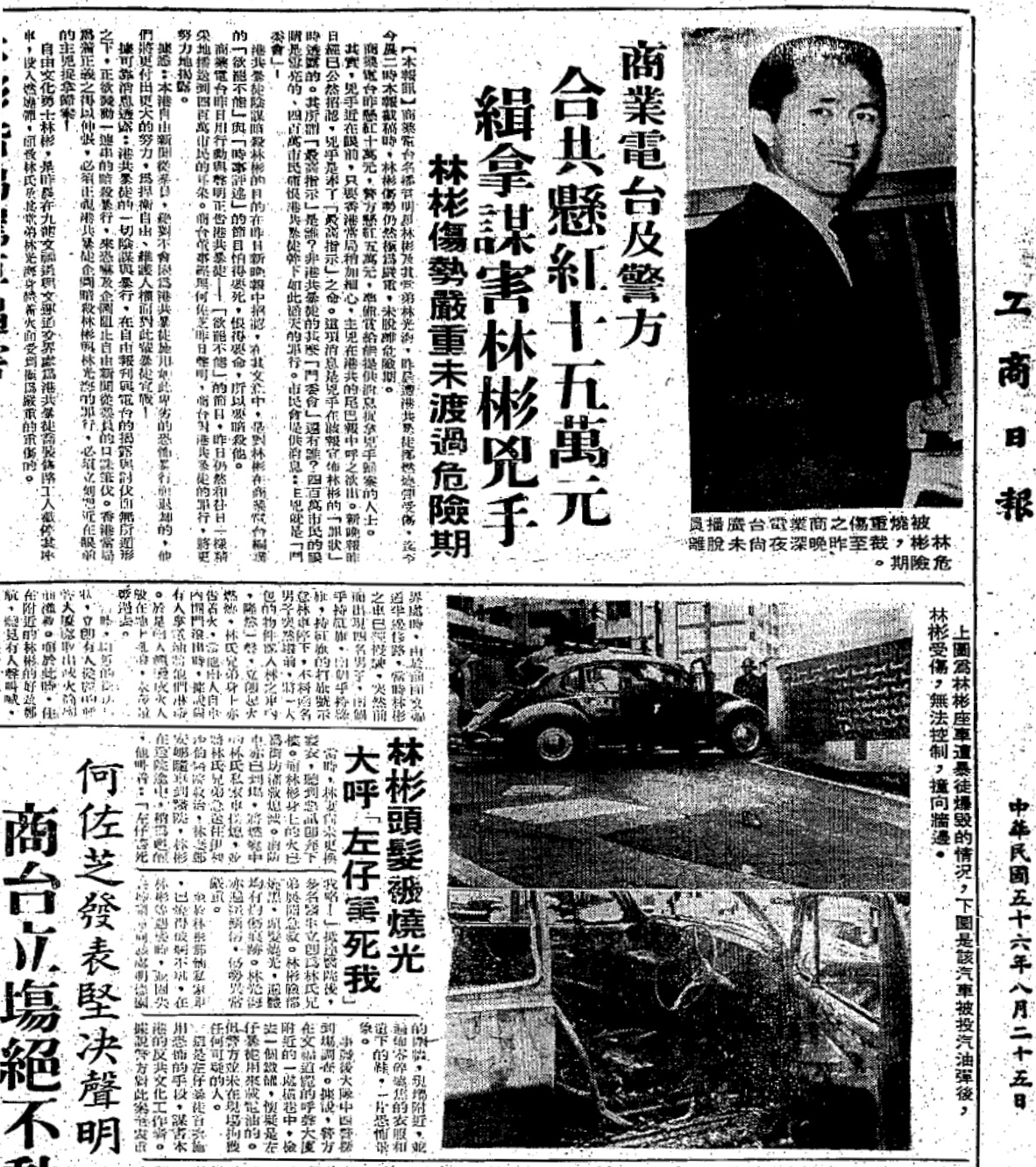
《工商日報》在1967年8月25日報導，香港警方及商業電台懸紅合共十五萬港元緝捕殺害林彬和林光海的兇徒

香港警方在案發當日的下午宣布懸紅五萬港元緝兇，商業電台立即增加多十萬港元，懸紅15萬港元不但在當年是破記錄的最高懸獎，若計及1967年至今的物價走勢，迄今仍是香港在發布懸紅時獎金價值最高的刑事案，可見社會各界對林彬兄弟遇害的重視程度，但兇徒於行兇後立即乘船逃到澳門，而澳門在1966年「一二·三事件」後已完全被共產黨勢力支配，港府無法得到澳門政府協助緝捕兇徒歸案，故此該宗兇案無人被捕，至今仍為懸案。

### 商業電台聲明決不動搖

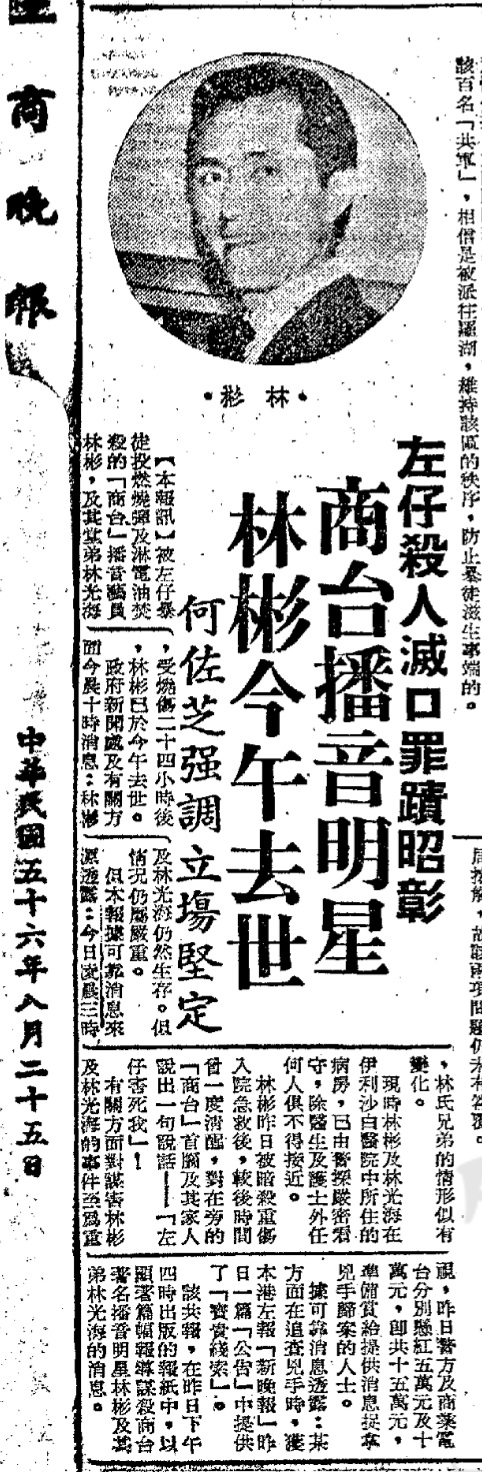
《工商晚報》在1967年8月25日報導林彬死訊，並提到警方和商台合共懸紅十五萬緝拿兇徒，商台創辦人何佐芝聲明商台立場堅定，不畏左派暴徒滅絕人性的暴行，而左派報紙《新晚報》卻刊登承認左派組織殺人的公告
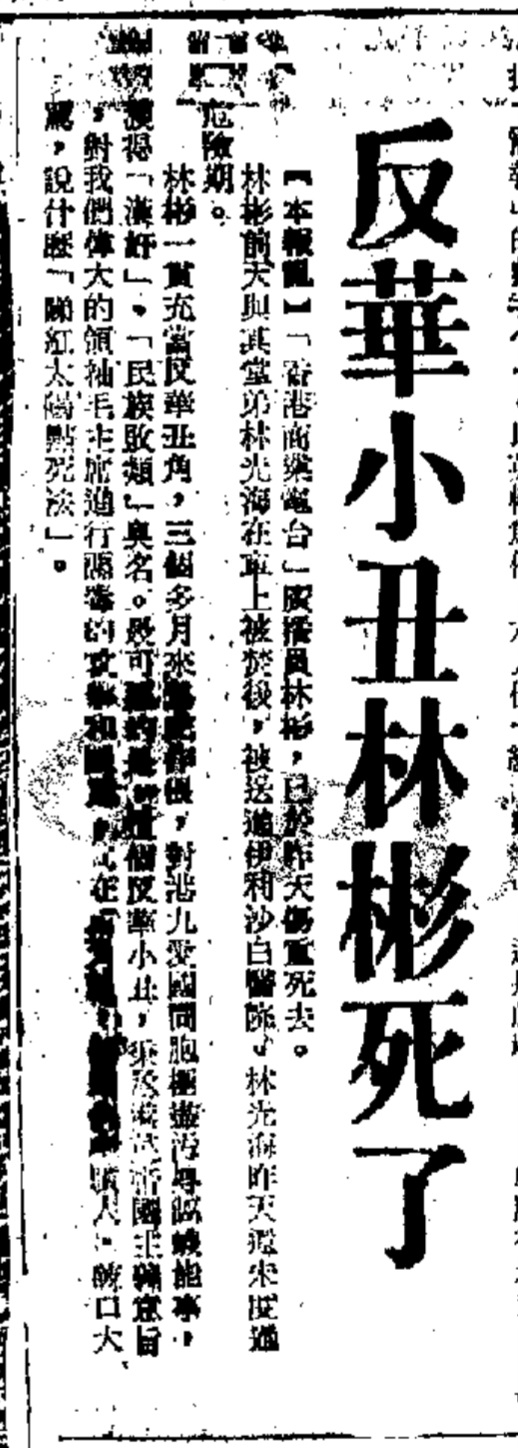
《大公報》在1967年8月26日將林彬稱為「反華小丑」、「漢奸」、「民族敗類」，並向其讀者報告林彬的死訊，又宣稱一貫充當反華丑角的林彬污衊「我們偉大的毛主席」，又提及一同被嚴重燒傷的林光海也未度過危險期

商業電台董事總經理何佐芝在林彬兄弟遇害當日發表聲明，表示商台縱使受到左派暴徒的恐怖襲擊也絕不動搖，何佐芝稱：「暴徒顯然對商業電台努力揭發他們殘害市民及破壞本港安寧的醜惡活動，害怕得要死，因而採取這種滅絕人性的手段，以圖恐嚇本台及工作人員，但左派暴徒今日的殘暴手段，決不能動搖本台及各同寅反對暴力的正義立場，我們一定會更加努力，在各方面協助當局敉平騷亂。」縱使左派團體揚言要把商業電台炸毀，但商業電台在死亡威脅下，仍然堅持播放原先由林彬主講的《時事評論》及《欲罷不能》，繼續諷刺左派份子搗亂香港的時弊。同年12月暴動被平息，社會秩序逐步恢復，《欲罷不能》才由氣氛相對較為平和的《冷眼旁觀》接替，至1968年7月由《十八樓C座》正式取代，但該廣播劇仍是以諷刺時弊為主題。

### 喪禮及遺屬

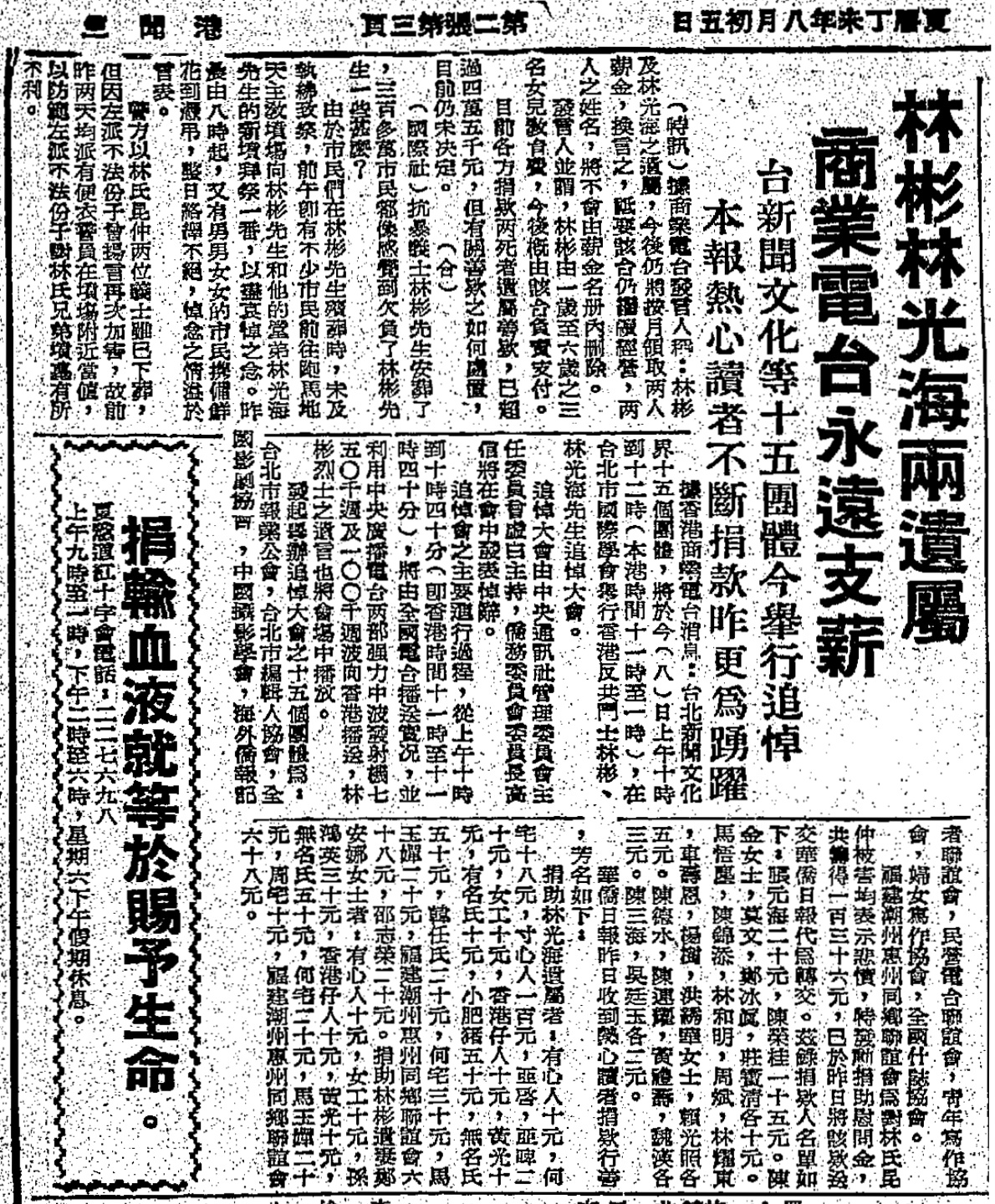
《華僑日報》在1967年9月8日報導，商業電台發言人表示不會將林彬和林光海從薪金名冊內刪除，只要商業電台仍然經營，林彬和林光海的遺屬可繼續按月領取兩人的薪金

林彬於8月25日在伊利沙伯醫院逝世後，遺體被移送到香港殯儀館籌辦喪事。8月29日林光海亦告傷重不治，遺體也被移送到香港殯儀館，並安排與堂兄林彬一起舉殯。林彬遇害身亡的消息傳出後，商業電台的聽眾及社會人士均表達希望能夠舉辦公祭作最後致敬的意願，惟其時左派份子每天都在香港各區發動連串炸彈恐襲，並且在8月25日及9月3日先後發生造成多人傷亡的正街炸彈襲擊案及灣仔消防局爆炸案，由於舉行公祭儀式會有大量人群聚集，極容易成為左派份子發動炸彈恐襲的目標，治喪單位因此沒有舉辦任何公祭活動，並且在沒有預先公佈下舉殯。9月6日早上9時50分，兩人的靈柩由兩輛靈車從香港殯儀館運走，靈車在警車護送下開往在跑馬地天主教墳場附近的跑馬地馬場馬會會員棚，林彬的家屬及商業電台的高級人員當時已經在馬會會員棚的大堂內等候，兩人的靈柩被移入大堂後舉行喪禮，港府高層包括護督祁濟時、副輔政司韓美洵、華民政務司何禮文及香港警方，均有派出代表致送花圈。林彬和林光海的靈柩再由靈車運送到跑馬地天主教墳場，載有家屬的車隊也在警車的護送下一同前往，在墳場的教堂舉行儀式後，兩人的靈柩於上午11時在7660A及7661A號墓穴安葬。在舉行喪禮期間警方為林彬及林光海的遺屬提供保護，馬會會員棚及跑馬地天主教墳場所在的黃泥涌道及皇后大道東一帶約有300名軍裝警員駐守。由於有左派非法份子揚言再次加害，為防左派人士滋擾林彬兄弟的墓地，警方於葬禮後仍有派便衣警察在墳場一帶巡邏。
林彬身故後遺下妻子鄭潔梅和三名年幼女兒，香港市民及台商都予以捐助。商業電台發言人表示，林彬和林光海的名字不會從薪金名冊內刪除，只要商業電台繼續經營，林彬和林光海的遺屬仍可按月領取兩人的薪金。同年9月8日，中華民國新聞文化界人士在台北市國際學舍體育館舉行林彬、林光海追悼會，並由中央通訊社管理委員會主任委員曾虛白主持，列席者包括行政院副院長黃少谷、總統府副秘書長鄭彥棻、華僑協會總會兼廣東同鄉總會理事長馬超俊、天主教中國總教區樞機主教于斌、演藝人員李麗華、丁善璽、劉明、張小燕、張美瑤、魏少朋、楊樵等千餘人，中華民國僑務委員會委員長高信與香港《真報》社長陸海安在追悼會中致詞。同年9月下旬，僑務委員會安排林彬妻女到台灣居住。中華民國行政院在1968年5月16日舉行的會議中，決議將林彬兄弟封為烈士，由行政院褒揚林彬的堂弟林光海，並呈請總統褒揚林彬。1968年8月，中華民國總統蔣介石發布林彬（林少波）褒揚令，中華民國政府安排林彬與林光海的靈位入祀台北忠烈祠。林彬的三名女兒完成學業後移居加拿大，鄭潔梅後來到法國定居。

### 政界及公眾反應

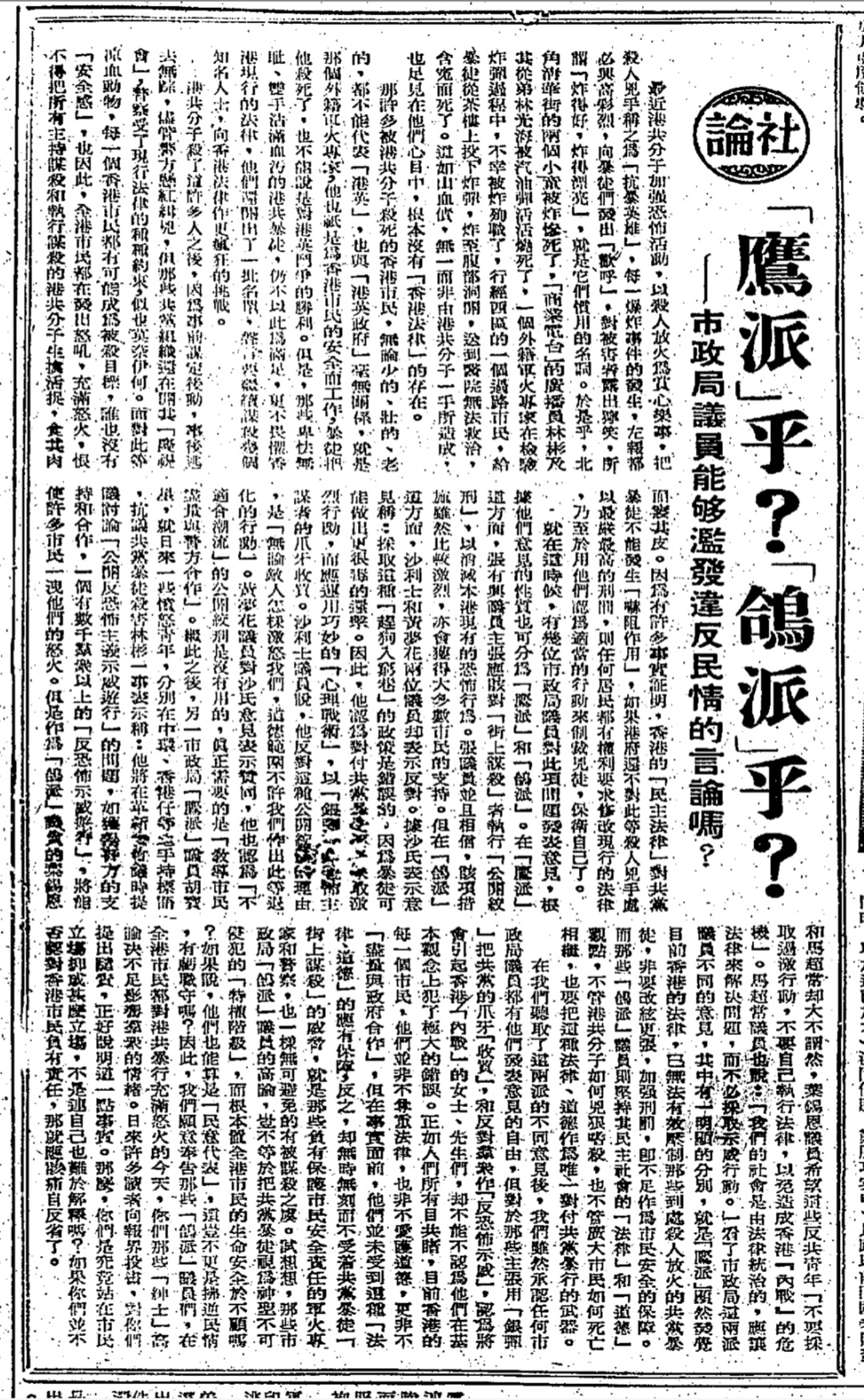
1967年8月尾接連發生清華街慘案、林彬被暗殺、正街爆炸案及獅子山爆炸案等恐怖活動命案，市政局議員在8月30日討論應對左派非法份子的暴行，部分議員主張把恐怖份子處死，亦有議員提議發起「反恐怖主義大遊行」讓全港青年一同參與，要和進行恐怖活動的港共團體打對台，但部分議員擔心這樣做會使香港陷入內戰

林彬兄弟遇害後，市民普遍對左派暴徒之暴行感到憤怒。立法局非官守議員胡百全在案發當日中午得悉事件後，於接受香港電台訪問時強烈譴責左派搗亂份子手段卑劣可恥。警務處處長伊達善於8月26日譴責左派暴徒殺害林彬，並且點名批評《大公報》社長費彝民將過往的炸彈襲擊褒揚為「英雄行動」是騙人騙己。
市政局有多名議員對如何應對林彬兄弟被燒死之慘案發表了各自的意見，市政局議員的立場大致上可以分為鷹派和鴿派。鷹派方面，代表公民協會的張有興議員主張把殺人暴徒公開執行絞刑示眾，以嚇阻左派暴徒的恐怖主義行為，並且相信會得到大部分市民支持；但鴿派立場的委任議員沙利士及獨立議員黃夢花不贊同張有興的意見，沙利士認為這樣做會使共黨恐怖份子作出更歹毒的襲擊，主張以「銀彈」收買一些左派人士；黃夢花認為真正需要的是教導市民盡量與警方合作打擊恐怖活動。另一位鷹派立場的是代表革新會的胡寶星議員，胡寶星稱在中環、香港仔等地已經有一些憤怒青年發起示威抗議共黨暴行，並提出舉辦「公開反恐怖主義示威遊行」，讓全香港的青年人一洩心中之憤；不過鴿派立場的獨立議員葉錫恩反對青年採取激烈行動，避免香港陷入「內戰」危機；來自公民協會的馬超常議員稱香港乃法治社會，此等事件應交由法律解決，發起民眾上街抗議無助壓制共黨恐怖活動，故反對舉辦反恐怖主義示威遊行。

### 兇徒身份之謎

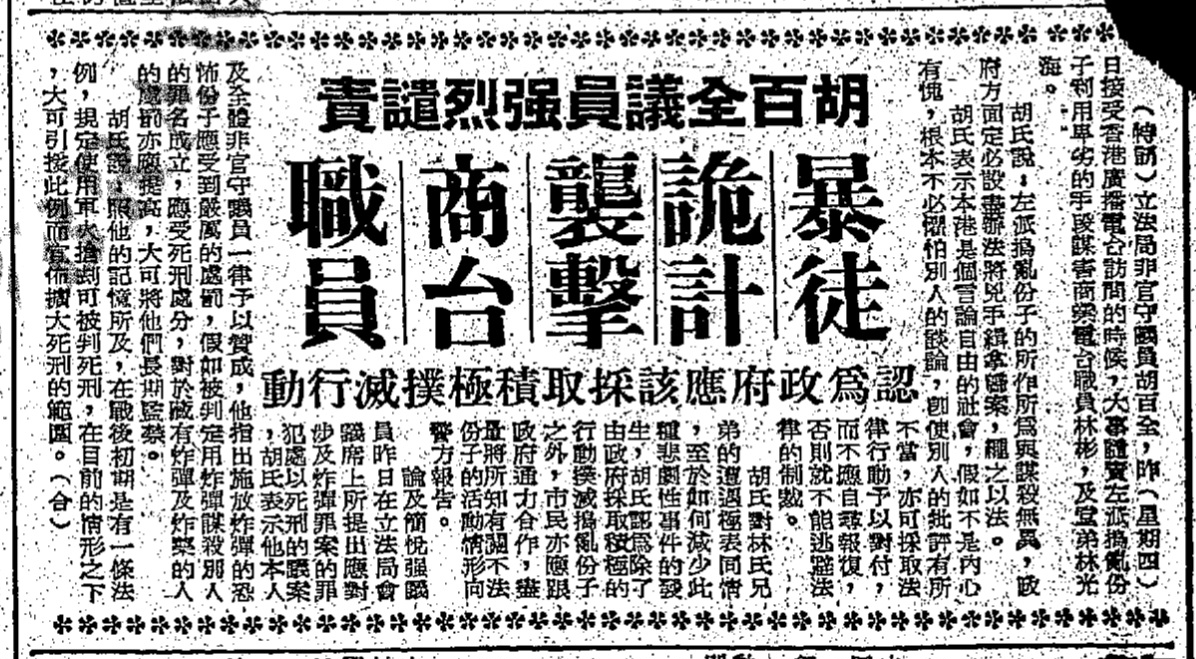
《華僑日報》在1967年8月25日報導立法局非官守議員胡百全強烈譴責左派搗亂份子殘害商業電台工作人員的暴行，又稱放置炸彈的恐怖份子應受到嚴厲懲罰，包括死刑，並且呼籲香港市民與政府通力合作打擊港共搗亂份子罪行

殺害林彬兇徒的真正身份至今仍然是一個謎，但從梁慕嫻的文章《回憶林彬兄弟慘案》及張家偉的著作《六七暴動：香港戰後歷史的分水嶺》均有透露一點線索。
梁慕嫻指出，兇徒為「XX總商會鬥委會」屬下的「戰鬥隊」成員，其中一名成員於行兇後移居澳洲；而張家偉的著作則指出，一名不願透露姓名之人士向張氏透露，其中一名兇徒姓許，來自福建，是該知情人士的同鄉，犯案時年約20歲，事後逃到福建南安市官橋鎮老家。
曾任第四至十屆中華人民共和國全國人大會議香港特區代表、香港培僑中學校長、六七暴動期間是鬥委會委員之一的吳康民，在原鬥委會主任楊光於2015年5月逝世後，為楊光在鬥委會的角色辯護，吳康民稱楊光只聽命於新華社，燒死林彬並非楊光的指令，吳又稱「也許執行者是某些工聯會的屬員，但指揮行動的都另有其人。」

## 影響

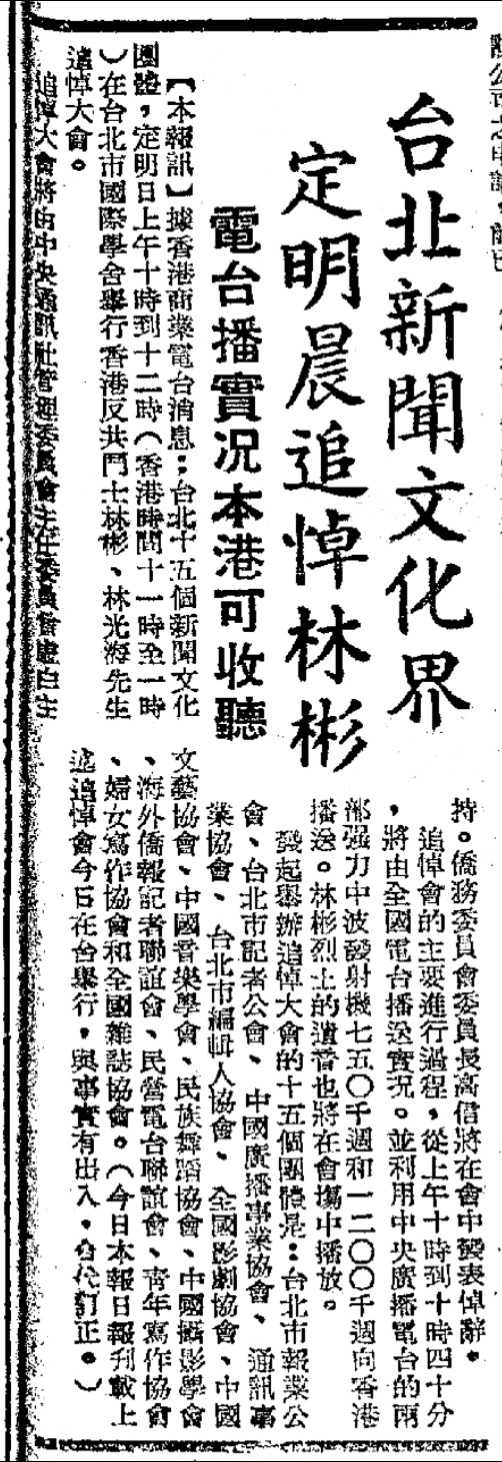
《工商晚報》在1967年9月7日報導台灣15個新聞文化機構，將於明早10時在台北國際學舍舉行追悼會，悼念被港共暴徒殺害的香港商業電台職員林彬及林光海，並且由中央廣播電臺將悼念過程向中華民國全國及香港廣播

林彬傷重不治的當天晚上，商業電台在固定節目時段播出《大丈夫日記》，當廣播中提到林彬之死時，播音室內的所有播音員都大哭起來，氣氛悲痛。由於林彬兄弟遇害後堅持不向鬥委會等左派團體屈服，繼續諷刺左派動亂的時弊，商業電台因而被香港市民視為敢言的電台。另有謠傳稱林彬的住所《18樓C座》成為了商業電台廣播劇的名稱，其以諷刺時弊為題材亦被認為是延續自林彬主講的《欲罷不能》，該廣播劇於數十年後仍是以諷刺時弊為節目主題。此外，商業電台的辦公室在1997年前一直掛有林彬及林光海的遺像，訓示同工不要忘記他們的犧牲。
林彬之死被認為是港共團體企圖通過暴力恐怖襲擊手段達致破壞香港的言論自由和新聞自由。《明報》創辦人查良鏞在六七暴動期間多次公開抨擊左派份子企圖將中國文化大革命的舞台搬到香港而發起騷亂及襲擊平民，左派媒體及左派團體則將查良鏞稱作「漢奸」、「走狗」及「豺狼鏞」，並且聲言「豺狼鏞」將會受到如林彬般的制裁，就在林彬遇害不足一周，查良鏞的寓所便收到炸彈郵包，幸好及時發現，由警方召喚軍火專家拆彈。由於自己和家人的性命受到左派人士的死亡恐嚇及威脅，查良鏞在林彬遇害後，決定帶同家人到新加坡暫避，直至暴動被平息，政局及社會秩序回穩後才返回香港繼續主持《明報》業務。
由《文匯報》前副總經理周奕著作《香港左派鬥爭史》的2009年版為六七暴動的左派恐怖主義暴行辯護，而當年干犯暴動以至放炸彈罪行的人士亦組成六七動力研究社企圖為當年左派的暴行開脫，並以左派份子的觀點製作《67回望》等電影意圖將暴行合理化或至少改變其極負面的形象，例如林彬在1967年8月24日早上遇害後，左派份子迅即於當日下午讚揚殺害林彬的兇徒，肯定「地下鋤奸突擊隊」殘害林彬及其堂弟林光海是正義行動，並以林彬之死警告在「漢奸」名單上的《明報》社長查良鏞、立法局非官守議員簡悅強及李福樹、署理華民政務司徐家祥、新界鄉議局主席彭富華、《真報》社長陸海安等人，將會落得如此下場，至2010年後為了推動翻案，現在左派拍攝的紀錄片卻將林彬被殺稱作「懸案」及盡力撇清與左派的關係。曾任《文匯報》駐北京記者的時事評論員劉銳紹在2015年表示他曾經為左派製作的六七暴動紀錄片進行資料蒐集、採訪及旁白等工作，但他不同意紀錄片所作出的結論，他認為不應順應電影出資者的要求在紀錄片對歷史事件作出扭曲的詮釋，更不同意將紀錄片的結論扭曲為「反英抗暴是香港繁榮安定的前奏」，故此他中途退出紀錄片的製作工作，劉銳紹稱這批左派人士之後另起爐灶拍攝《67回望》，劉銳紹又表示他為左派社團製作紀錄片時並沒有訪問周奕，周奕的說法也沒有實質證據支持，綜合現場消息及街坊所述，當年左派媒體的反應，以及其他記者的回憶錄，均認為林彬返回商台途中遭到攔截及縱火燒殺是左派所為，對於周奕著作《香港左派鬥爭史》強調林彬反共，劉銳紹反問這樣是否就等於可以放炸彈及放火殺人。
2017年8月24日，林彬遇害50周年，不少媒體前輩、關心歷史的學者、市民及街坊，在林彬和林光海遇害的案發現場致祭。由於案發現場至今都是住宅區，所以出席者採用不留痕跡的方式悼念，沒有在現場留下花圈等祭品，而是在案發的文福道和文運道交界，於林彬座駕遇襲撞牆的位置，以朗讀當年的報章、社評及悼文，吹奏安魂曲等方式悼念。

## 演藝工作
林彬除了出任電台節目主持人，還擔任演出電影《大丈夫日記》上、下集的演員。《大丈夫日記》本來是商業電台的廣播節目，後來由楚原執導，經改編成拍成電影。於1964年完成，影片反映出當時香港白領階層年輕夫婦在同輩之間的相互影響的現象，是一套喜劇，沒有明顯的政治動機。
除此之外亦演出《遺腹子》下集（1956年）飾帶根、《點心皇后》（1965年）飾林兆德、《化身情人》（1965年）飾李泰克 等。同時亦擔任自由身配音員參與多套粵語片的旁白和配音工作。

## 謠傳
商台廣播劇《十八樓C座》於播出後有傳聞稱林彬在生時的寓所位於大廈的十八樓C座，但是廣播劇的命名並非取自林彬居所的實際位置，而《華僑日報》在1967年8月25日報道林彬遇害時，曾經在內文中提到林彬一家人當時是居於何文田窩打老道山仁華園大廈十六樓D室。

## 相關
- 六七暴動
- 清華街爆炸案
- 十八樓C座
- 楊光：1967年的香港工聯會會長兼鬥委會主任，被認為要對六七暴動的炸彈襲擊及燒殺負責
- 鄭經翰：1998年8月被兇徒持刀襲擊，經搶救後挽回性命，時為香港商業電台節目主持人
- 劉進圖：2014年2月被兇徒持刀襲擊，經搶救後挽回性命，時為明報總編輯

## 外部連結
- 六七暴動Wiki - 林彬
- 林彬無盡思念網站 （页面存档备份，存于）
- 神州青年服務社六七暴動40年圖片展
- 粵語片《大丈夫日記》演員林彬 (1964年) （页面存档备份，存于）
- 梁慕嫻：回憶林彬兄弟慘案 （页面存档备份，存于）

 维基共享资源上的相關多媒體資源：林彬